# Fobia
Una fobia (término derivado de Fobos, en griego antiguo Φόβος [Phóbos], ‘miedo’, hijo de Ares y Afrodita en la mitología griega, la personificación del miedo) es un trastorno de ansiedad que se caracteriza por un miedo leve, desproporcionado e irracional, ante seres, objetos o situaciones concretas como, por ejemplo, los insectos (entomofobia) o los lugares cerrados (claustrofobia). Sin embargo, no es sencillamente un miedo, pues guardan grandes diferencias. También se suele catalogar como fobia un sentimiento de odio o rechazo hacia algo que, si bien no es un trastorno de salud emocional, sí genera muchos problemas emocionales, sociales y políticos.  Algunos son la xenofobia (el odio a los extranjeros o extraños), la homofobia (odio a los homosexuales) o la cristianofobia (odio a los cristianos).  Un estudio en Estados Unidos del National Institute of Mental Health (NIMH) halló que entre el 8,7% y el 18,1% de los estadounidenses sufren de fobias. Discriminando edad y género, se encontró que las fobias son la enfermedad mental más común entre mujeres en todos los grupos etarios y la segunda más común en hombres mayores de veinticinco años.[cita requerida]
Las fobias pueden dividirse en fobias específicas, trastorno de ansiedad social y agorafobia. Las fobias específicas se dividen a su vez en ciertos animales, entorno natural, sangre o heridas y situaciones particulares. Las más comunes son miedo a las arañas, miedo a las serpientes y miedo a las alturas.  Las fobias específicas pueden ser causadas por una experiencia negativa con el objeto o situación en la primera infancia. La fobia social es cuando una persona teme una situación debido a la preocupación de que los demás la juzguen. La agorafobia es el miedo a una situación debido a la percepción de dificultad o incapacidad para escapar.
Se recomienda que las fobias específicas se traten con terapia de exposición, en la que se presenta a la persona la situación u objeto en cuestión hasta que el miedo se resuelva. Los medicamentos no son útiles para las fobias específicas. La fobia social y la agorafobia pueden tratarse con asesoramiento, medicamentos o una combinación de ambos.  Los medicamentos utilizados incluyen antidepresivos, benzodiacepinas o betabloqueantes.

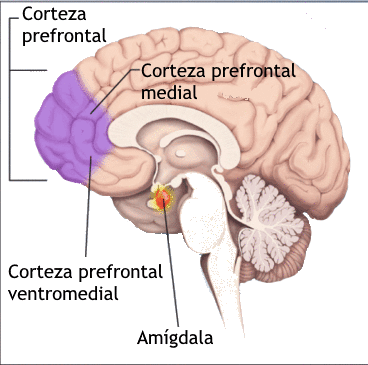
Regiones del cerebro asociadas a las fobias

Las fobias específicas afectan a alrededor del 6-8% de las personas en el mundo occidental y al 2-4% en Asia, África y América Latina en un año determinado.La fobia social afecta a alrededor del 7% de las personas en Estados Unidos y al 0,5%-2,0% de las personas en el resto del mundo. La agorafobia afecta a alrededor del 1,7% de las personas. Las mujeres sufren fobias aproximadamente el doble de veces que los hombres.  El inicio típico de una fobia se sitúa en torno a los 10-17 años, y las tasas son más bajas a medida que aumenta la edad. Quienes padecen fobias tienen más probabilidades de intentar suicidarse.

## Historia
Las fobias concretas son un tipo de trastorno de ansiedad, en el que una persona puede sentirse drásticamente ansiosa o tener un ataque de pánico una vez que es expuesta al objeto del temor. Estas son uno de los trastornos psiquiátricos más frecuentes, debido a que una de cada veintitrés (4,35%) personas en el planeta sufre de alguna fobia, once millones doscientos mil estadounidenses padece de fobia social, un temor persistente y estrafalario frente a situaciones que logren implicar el escrutinio y juzgamiento por otros, como por ejemplo fiestas y otros eventos sociales. El National Institute of Mental Health define la fobia social como "un temor intenso y persistente de ser observado y juzgado por otros. Este temor puede afectar el trabajo, la escuela y otras actividades cotidianas. En Estados Unidos la prevalencia de la Fobia Social o trastorno de ansiedad social es mayor que en otros países desarrollados. Se calcula que afecta a un 7% de varones y al 9% de las mujeres.  En España la prevalencia de los trastornos fóbicos, incluyendo fobias específicas, fobia social y agorafobia es mucho menor según el Ministerio de Sanidad, que estima que afecta al 2,4% de las mujeres y al 1,4% de los hombres. 
Watson, quien por medio del análisis de las técnicas de condicionamiento, consiguió entablar una fobia hacia los conejos en un bebé de 11 meses, además conocido como el Diminuto Albert. En este experimento, Watson asoció un temor natural en el infante (el miedo a los sonidos fuertes), con un estímulo que le causaba placer (el conejo). Después de numerosas repeticiones, Albert desarrolló fobia a los conejos y a cualquier objeto blanco o con una textura semejante al pelaje del animal.Es importante recalcar que en los trastornos fóbicos, y muy especialmente en la fobia social, existe un fuerte componente genético, pues casi 4 de cada 10 pacientes tienen un familiar de primer grado que padece este trastorno. Posteriores experimentos han demostrado, con estudios sobre gemelos que la influencia genética puede llegar a ser superior al 30%.

## Componentes y síntomas de las fobias
a) Importante incremento de la activación vegetativa: taquicardia, sudoración, vasoconstricción periférica, enrojecimiento, palidez, malestar estomacal, sequedad de la boca, diarrea, etc. (reacciones a nivel del sistema fisiológico).
b) Conducta de evitación o escape: cuando el sujeto se encuentra inesperadamente en la situación temida, si el sujeto es forzado a mantenerse en dicha situación, entonces pueden  aparecer perturbaciones de la ejecución motora a nivel vocal y/o verbal: voz temblorosa, muecas  faciales, movimientos extraños de las extremidades, rigidez, difluencias, etc. (reacciones a nivel de sistema motor).
c) Anticipación de consecuencias favorables o catastróficas: es la evaluación negativa de la situación y/o de las propias capacidades, la preocupación por las reacciones semánticas y los pensamientos de escape o evitación (reacciones a nivel del sistema cognitivo).
d) Pensamientos de daño: quien sufre de una fobia y se enfrenta al objeto o situación que le teme, puede llegar a pensar que sufrirá un daño letal o que se encuentra al borde de la muerte.

## Tratamiento
Las terapias psicológicas que pueden ser beneficiosas para las personas que padecen fobia son: la técnica de "inmersión" o las terapias graduadas de exposición, entre las que se encuentra la Desensibilización Sistemática (DS). Todas estas técnicas se enmarcan en el enfoque de la terapia cognitivo-conductual (TCC). En algunos casos, también pueden ser de ayuda los medicamentos ansiolíticos.  En el caso de los ansiolíticos los tratamientos deben ser de la menor duración posible, siendo preferible cuando el tratamiento precise más de 2 meses el uso de antidepresivos del tipo ISRS (Inhibidores selectivos de la recaptación de serotonina) como la fluorina o la sertralina. La mayoría de las personas que tienen fobias entienden que están sufriendo de un miedo irracional o desproporcionado, aunque este reconocimiento no impide que sigan manifestando esa intensa reacción emocional ante el estímulo fóbico.
La exposición graduada y la TCC trabajan con la meta de desensibilizar a la persona y de cambiar los patrones de pensamiento que están contribuyendo a su miedo. Las técnicas basadas en la TCC son las más eficaces, siempre y cuando la persona con este problema esté dispuesta a someterse a un tratamiento que puede durar algunos meses (en ocasiones semanas). Hay otras orientaciones terapéuticas, como el psicoanálisis o la programación neurolingüística (PNL) que abordan estos problemas clínicamente, pero tienen mayor duración y menor efectividad.
Para PNL cualquier fobia se asocia a un estado emocional intenso relacionado con el miedo, que se vincula a un evento particular vivido por la persona. No existe relación directa entre la fobia en sí misma y el evento que la causó, por ejemplo, si alguien sufre de fobia a las arañas no quiere decir que haya tenido un evento traumático con arañas, las arañas solo representan un disparador de su estado emocional interno. La solución que propone PNL, es eliminar ese disparador, una vez eliminado, no existe posibilidad de que la fobia se presente.
En las fobias, el sistema de alarma del miedo es demasiado rígido: siempre es excesivamente sensible. En la terapia se enseñará al paciente a modular todo esto mediante técnicas psicológicas específicas. Por una parte, ayudándole a que se esfuerce a mirar lo que le asusta y no a vigilar tanto su entorno. Por la otra, procurando que aprenda a regular sus interpretaciones automáticas. No es fácil, pues la capacidad de razonamiento de las personas fóbicas se encuentra bajo el efecto de sus procesos emocionales: nuestra inteligencia se encuentra pues bajo la influencia de esos procesos.
Las fobias específicas suelen tratarse mediante psicoterapia, que, a la vez que le enseña al paciente las causas de su fobia, le aporta técnicas para ir dominando la ansiedad ante el estímulo desencadenante. Las técnicas para controlar la respiración y la tensión muscular también pueden ser de gran utilidad.
Tipos de tratamiento
- Técnica de exposición: En esta, poco a poco, los profesionales confrontan al paciente con la situación tan temida. El estímulo gradual y progresivo hace que las personas de a poco vayan controlando sus temores. Con el uso de la realidad virtual, puede utilizarse esta técnica en cualquier clase de fobia. Aumentando la eficacia y la aceptación del paciente a enfrentarse al estímulo fóbico.[21]
- Desensibilización sistemática: En el cual en lugar de estímulos se recurre a la imaginación del paciente, que va proyectando en su mente al estímulo temido. En ambos ejemplos de tratamiento, la exposición o la imaginación del estímulo se detiene cuando el paciente no puede controlar su ansiedad, y se recomienza cuando se ha tranquilizado. De a poco, logra resistir períodos más largos y así se va perdiendo el miedo.
- Terapia cognitiva: En el cual se le da al paciente mucha información sobre aquella situación a la que teme, para que de esta manera vaya cobrando confianza (este tratamiento se utiliza mucho con pacientes que padecen de aerofobia –miedo a volar- y que sin embargo necesitan poder subirse a un avión debido a motivos laborales).
- Métodos de choque: (terapias conductuales donde se produce una exposición forzada al estímulo, hasta que el paciente controle su ansiedad). El uso de psicofármacos no suele ser recomendado en el tratamiento de las fobias, debido a que, si bien puede paliar los síntomas de ansiedad, no elimina el problema.
- Programación neurolingüística (PNL): Se ha puesto de moda como tratamiento ante determinadas fobias, pero los resultados de la misma aún no han sido científicamente comprobados. Pero lo cierto es que la eliminación de la fobia sucede, el paciente luego de trabajar con PNL ya no experimenta ninguna manifestación de los síntomas previos de su fobia.
- Técnicas de PNL: Se trata de identificar los tres aspectos que componen un recuerdo, el aspecto visual, el sensorial (emoción) y el auditivo, luego trabajar con ellos de manera tal que la persona se desconecte de las emociones, las imágenes y lo que escucha durante el episodio fóbico. Hecha la desconexión, la fobia ya no se manifestará.

## Factores
Los factores de una fobia son a veces difíciles de determinar y pueden ser el resultado de varias cosas.
Los factores pueden ser temperamentales, sobre todo en el caso de las personas que sufren neurosis o inhibición del comportamiento.
Además, los factores pueden ser ambientales y depender de los encuentros del individuo con su entorno. Estos encuentros suelen ser negativos o incluso traumáticos, hasta el punto de favorecer los trastornos de ansiedad responsables de las fobias. 
Por último, también pueden ser causadas por la genética. Se ha demostrado que algunas fobias son "hereditarias", en el sentido de que una vulnerabilidad genética puede "transmitirse" entre personas emparentadas.

## Casos no psicológicos
El término "fobia" puede significar casos específicos no vinculados con el temor. Por ejemplo, la hidrofobia es el temor al agua, y la ancrofobia, al viento, pero también lo puede ser la incapacidad de beber agua debido a una enfermedad (véase rabia), o también puede describir un compuesto químico que repele el agua.[cita requerida] Por su parte, la fotofobia no significa única y necesariamente un temor a la luz: puede ser un problema físico en los ojos o una aversión a la luz que puede inflamarlos o dilatar la pupila.
Muchos términos que llevan el sufijo -fobia están relacionados con actitudes negativas hacia cierta categoría de personas o cosas, de manera análoga al uso médico del término. Usualmente estas "fobias" se describen como temor, disgusto, desaprobación, prejuicio, odio, discriminación u hostilidad contra el objeto de la fobia. La mayor parte de las veces son actitudes basadas en prejuicios como, por ejemplo, el caso específico de la xenofobia, el rechazo hacia las personas extranjeras o la homofobia, rechazo a los homosexuales.